# دوينا روشي
دوينا روشي (بالرومانية: Doina Ruști)‏ (مواليد 15 فبراير 1957) كاتبة وروائية رومانية وكاتبة سيناريو ومخرجة سينمائية.

## وصلات خارجية
- دوينا روشي على موقع IMDb (الإنجليزية)